# Ich versprech dir nichts und geb dir alles
Ich versprech dir nichts und geb dir alles ist ein Lied der deutschen Schlagerband Wolkenfrei aus dem Jahr 2014. Das Stück ist die dritte Singleauskopplung aus ihrem Debütalbum Endlos verliebt.

## Entstehung und Artwork
Geschrieben wurde das Lied gemeinsam von Olaf Bossi, Felix Gauder und Alexandra Kuhn. Gauder zeichnete zudem auch für die Abmischung, das Arrangement und die Musikproduktion verantwortlich. Die Aufnahme sowie der Produktionsprozess erfolgten in den Stuttgarter Jojo Music Studios.
Alle drei Autoren begannen mit der Albumproduktion Endlos verliebt eine langjährige Zusammenarbeit mit der Band beziehungsweise zu Teilen auch mit Sängerin Vanessa Mai, über das Ende des Bandprojektes hinaus. So waren alle drei nicht nur an der Produktion des Debütalbums beteiligt, sondern auch am Nachfolger Wachgeküsst (Juli 2015). Gauder war darüber hinaus auch an der Produktion von Mais Soloalben Regenbogen (August 2017) und Schlager (August 2018) beteiligt. Im März 2023 waren Bossi und Gauder zudem Teil der Produktion zu Hotel Tropicana, einem Wolkenfrei-Projekt, das von Mai alleine umgesetzt wurde.
Auf dem Frontcover der Single sind – neben Liedtitel und Interpretenangabe – die drei Wolkenfrei-Mitglieder zu sehen. Dieses entstand bei den Dreharbeiten zum dazugehörigen Musikvideo und zeigt lediglich die drei Mitglieder nebeneinander, jedoch nicht als gemeinsames Bandfoto, sondern mittels eigenen Fotoaufnahmen die nebeneinander angeordnet wurden. Sängerin Vanessa Mai ist hierbei mittig zu sehen, während links von ihr Marc Fischer und rechts Stefan Kinski positioniert wurden. Ein alternatives Promo-Coverbild wurde bereits im Juni 2013 geschossen und zeigt die drei Bandmitglieder auf einer Felslandschaft in der mallorquinischen Bucht Cala Mitjana, mit dem Mittelmeer im Hintergrund. Im Mittelpunkt steht auch hier Mai; die im Vordergrund auf einem Felsen steht. Die beiden anderen Bandmitglieder wurden etwas weiter im Hintergrund, unterhalb des Felsvorsprungs, platziert. Mai hat hierbei den Blick zur Kamera gerichtet, Fischer schaut in etwa zur Richtung Mais, während Kinski mit dem Rücken zur Kamera steht und den Blick aufs Meer gerichtet hat. Die Fotografie stammt von Andreas Richter, das Artwork wurde durch Jan Weskott gestaltet.

## Veröffentlichung und Promotion

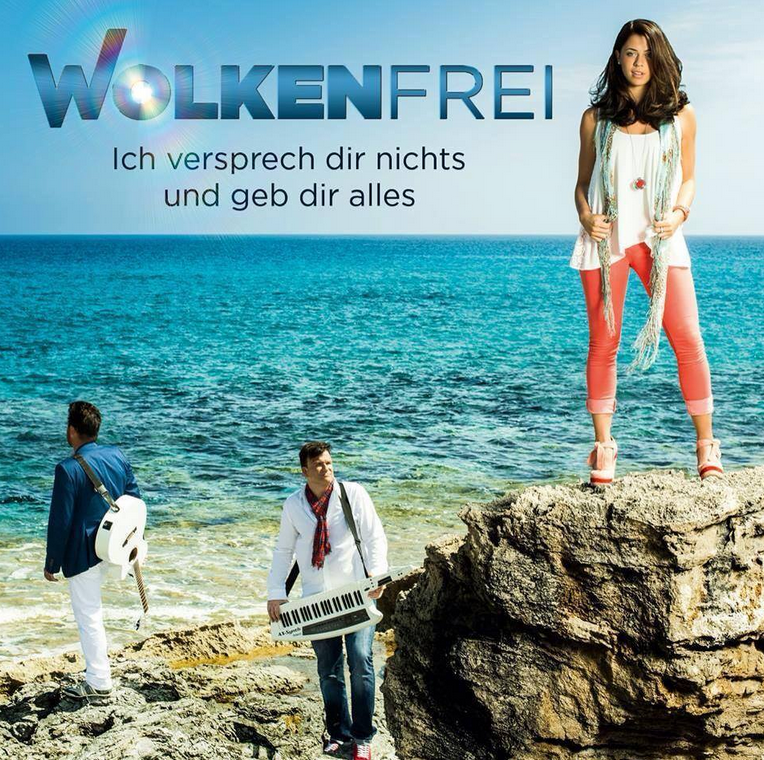
Frontcover der Promo-Single

Die Erstveröffentlichung von Ich versprech dir nichts und geb dir alles erfolgte am 7. Februar 2014 bei Ariola, als Teil von Wolkenfreis Debütalbum Endlos verliebt (Katalognummer: 88883 75243 2). Der Vertrieb erfolgte durch Sony Music Entertainment, verlegt wurde das Lied durch AFM Publishing, OneTwoFour Publishing und den Rudi Schedler Musikverlag. Neben der Albumversion, befindet sich auf dem Album auch ein sogenannter „Party Mix“ mit der Titelbezeichnung Ich versprech dir nichts und geb dir alles (alles, alles). Einen Monat nach seiner Erstveröffentlichung erschien das Lied zunächst als Promo-Single auf CD, die drei Remixe umfasste (Katalognummer: 88843 06987 2). Am 6. Juni desselben Jahres erschien diese Singleausführung offiziell als Download-Single. Am 27. Juni 2014 erschien zudem eine CD-Maxi-Single, die um einen vierten Remix erweitert wurde (Katalognummer: 88843 09342 2).
Um das Lied zu bewerben, erfolgte unter anderem ein Liveauftritt im ZDF-Fernsehgarten am 8. Juni 2014. Das Lied war zudem fester Bestandteil diverser Solo-Tourneen von Vanessa Mai, wo es neben Du bist meine Insel und Von Tokio bis Amerika als Teil eines „Wolkenfrei-Medleys“ während der Teaser-Clubshow Tour (2019), Für immer Tour (2022) und Zuhause bei Dir Tour (2024) präsentiert wurde.
Remixversionen
- Ich versprech dir nichts und geb dir alles (alles, alles) (Party Mix)
- Ich versprech dir nichts und geb dir alles (Dance Radio Mix)
- Ich versprech dir nichts und geb dir alles (Dance-Mix)
- Ich versprech dir nichts und geb dir alles (Extended Dance-Mix)
- Ich versprech dir nichts und geb dir alles (Extended Fox-Mix)
- Ich versprech dir nichts und geb dir alles (Single-Mix)

## Inhalt
| „Ich versprech dir nichts und geb dir alles. Und wenn der Himmel es will, dann ist es für alle Zeit. Ich erwarte nichts und träum’ von Liebe. Ja, wer weiß, wohin die Nacht uns beide noch treibt? Ich will mit dir durchs Leben fliegen. Mich jeden Tag in dich verlieben. Und dann für immer. Für immer glücklich sein.“ – Refrain, Originalauszug | Der Liedtext zu Ich versprech dir nichts und geb dir alles ist in deutscher Sprache verfasst und stammt von Olaf Bossi, Felix Gauder und Alexandra Kuhn. Alle Texter waren zugleich für die Komposition zuständig und komponierten die Musik in A-Dur mit 127 Schlägen pro Minute. Musikalisch bewegt sich das Lied in den Bereichen der Popmusik und des Schlagers, stilistisch im Bereich des Popschlagers. Inhaltlich handelt es sich bei Ich versprech dir nichts und geb dir alles um ein Liebeslied, in der die Protagonistin sich dankbar über ihren Partner zeigt, der sie so nimmt, wie sie ist („Du kennst mich gut, du weißt, dass ich nicht einfach bin“), ihr den nötigen Freiraum einräumt („Du schenkst mir Flügel, weil ich ein Kind der Freiheit bin“) und ihr sein vollstes Vertrauen schenkt („Und du weißt, dass ich zu dir nach Hause find’“). Im Refrain gesteht sie, dass sie ihm nichts versprechen kann, jedoch versucht alles zu geben („Ich versprech dir nichts und geb dir alles“), sie aber auch nicht viel erwarte und nur von Liebe träume („Ich erwarte nichts und träum' von Liebe“); gesteht aber zugleich ihre absolute Liebe und träumt von einer gemeinsamen Zukunft bis ans Ende ihres Lebens („Und wenn der Himmel es will, dann ist es für alle Zeit […] Für immer glücklich sein“). |

Aufgebaut ist das Lied aus zwei Strophen und einem Refrain. Es beginnt mit der ersten Strophe, die als Vierzeiler geschrieben wurde. Auf diese folgt zunächst der dreizeilige Prechorus, ehe der Hauptteil des Refrains einsetzt, welcher acht Zeilen umfasst. Der gleiche Aufbau wiederholt sich mit der zweiten Strophe, nur das der zweite Prechorus umgeschrieben wurde. Nach dem zweiten Refrain setzt ein Instrumental ein, ehe das Lied mit dem dritten Refrain endet. Der Hauptgesang stammt von Vanessa Mai, die beiden anderen Bandmitglieder Marc Fischer und Stefan Kinski sind lediglich Teil des Begleitgesangs.

## Musikvideo
Das Musikvideo zu Ich versprech dir nichts und geb dir alles feierte seine Premiere am 12. Juni 2014 auf der Videoplattform YouTube. Es zeigt die drei Bandmitglieder, die das Lied vor einem weißen Hintergrund aufführen. Das Bild ist dabei dreigeteilt und zeigt die Mitglieder immer einzeln für sich, nie als Band zusammen. Das Hauptaugenmerk liegt dabei auf der Sängerin Vanessa Mai, die oft gleichzeitig in allen drei Spalten, aus verschiedenen Blickwinkeln, zu sehen ist. Sie sieht man auch in zwei verschiedenen Outfits, einmal in schwarz sowie in weiß. Das Video endet damit, dass sich die Bildaufteilung auflöst und lediglich Mai in einer Endpose zu sehen ist. Die Gesamtlänge des Videos beträgt 3:52 Minuten. Bis Juli 2025 zählte das Video über 37,1 Millionen Aufrufe auf YouTube.

## Mitwirkende
| Liedproduktion - Olaf Bossi: Komposition, Liedtext - Felix Gauder: Abmischung, Arrangement, Komposition, Liedtext, Musikproduktion - Marc Fischer: Begleitgesang - Stefan Kinski: Begleitgesang - Alexandra Kuhn: Komposition, Liedtext - Vanessa Mai: Gesang Visualisierung (Promo-Cover) - Andreas Richter: Fotografie - Jan Weskott: Artwork | Unternehmen - AFM Publishing: Verlag - Ariola: Musiklabel - Jojo Music Studios: Tonstudio - OneTwoFour Publishing: Verlag - Rudi Schedler Musikverlag: Verlag - Sony Music Entertainment: Vertrieb |

## Rezeption
Die Redaktion vom deutschsprachigen Online-Magazin Salsango beschrieb Ich versprech dir nichts und geb dir alles als einen schönen Discofox, auf den man wunderbar tanzen könne. Es gebe aber auf dem Album Endlos verliebt manche Titel, die der Redaktion sogar besser gefallen hätten. Ob es die diversen Remixe des Liedes gebraucht hätte, wage die Redaktion nicht zu beurteilen. Darüber hinaus sehe diese bei der Veröffentlichungsform der Single parallelen zu Helene Fischers Marathon, die am gleichen Tag erschien und ebenfalls einige Remixversionen umfasste. Das Musikvideo beschrieb die Redaktion als recht reduziert und nicht so wahnsinnig aufwändig.